# ساركومة ليفية ظهارانية مصلبة
الساركومة الليفية الظِهارانية المُصلِّبة هي ورم خبيث نادر جدًا ينشأ من أنسجة لينة تتكون من خلايا صغيرة مستديرة أو بيضاوية الشكل تظهر بالفحص المجهري، وهي خلايا ورمية ظهارانية تشبه الأرومات الليفية، أي أنها خلايا ذات ميزات تشبه كلًا من الخلايا الظهارانية والأرومات الليفية. في 2020، صنفت منظمة الصحة العالمية الساركومة الليفية الظهارانية المصلبة بأنها نوع ورمي مميز من فئة أورام الأرومات الليفية وأورام الأرومات الليفية العضلية الخبيثة. تفيد الدراسات الحالية بأن الساركومة الليفية المخاطية منخفضة الدرجة لها عدد من الميزات المهمة سريريًا ومرضيًا التي تخص الساركومة الليفية الظهارانية المصلبة؛ لذا تقترح هذه الدراسات أن الساركومة الليفية المخاطية منخفضة الدرجة ربما تكون شكلًا مبكرًا من أشكال الساركومة الليفية الظهارانية المصلبة، وأنها تتطور مع مرور الوقت لتصبح كذلك. نظرًا إلى أن منظمة الصحة العالمية صنفت الساركومة الليفية المخاطية منخفضة الدرجة باعتبارها واحدة من أورام الأرومات الليفية وأورام الأرومات الليفية العضلية الخبيثة التي تختلف اختلافًا واضحًا عن الساركومة الليفية الظهارانية المصلبة، ستتبع المقالة هذا التفريق.
الساركومة الليفية الظهارانية المصلبة ورم عدواني يتطور عادة لدى البالغين وكبار السن، وعند الأطفال في حالات قليلة. تحدث الساركومة الليفية الظهارانية المصلبة غالبًا في الكتف أو الورك أو المناطق السفلية من الساقين والذراعين وبشكل أقل شيوعًا في عضو حيوي أو نسيج آخر من أي جزء من الجسم تقريبًا. تميل أورام الساركومة الليفية الظهارانية المصلبة إلى الظهور مجددًا في الموقع الذي أُزيلت منه جراحيًا وتنتقل إلى أنسجة الأخرى وتكون نتائجها سيئة.
يشكل الاستئصال الجراحي للورم الأساسي أو الورم الناكس مع العلاج الإشعاعي أو دونه العلاج الأساسي للساركومة الليفية الظهارانية المصلبة. يستخدم هذا العلاج للسيطرة على المشكلات الموضعية التي يسببها الورم. حساسية أورام الساركومة الليفية الظهارانية المصلبة لأنظمة العلاج الكيميائي المختلفة محدودة للغاية. ومآلها مُتحفّظ عليه لأن الجراحة مع العلاج الإشعاعي والعلاج الكيميائي أو دونهما لا توقف تقدم المرض أو توقفه لفترة قصيرة فقط.

## المظهر السريري
تتراوح أعمار الأفراد المصابين بأورام الساركومة الليفية الظهارانية المصلبة من 3 إلى 87 عامًا (متوسط العمر 44.6 عامًا) وتتراوح أعمار معظمهم بين 30-60 عامًا. تصيب هذه الأورام الطرفين السفليين والكتف (28.3% من الحالات) والجذع (18.7%) والرأس والعنق (11.7%) والرئة وغشاء الجنب (10.0%)، والعظام (بما في ذلك الفقرات الشوكية) (10.0%) والأنسجة اللينة (9.1%) والطرفين العلويين والكتف (7.5%) والكلية (3.9%) والبنكرياس (0.9%) والكبد (0.4%) والدماغ (0.4%). ظهرت حالات نادرة من أورام الساركومة الليفية الظهارانية المصلبة في المبيض والسبيل الهضمي السفلي. في دراستين منفصلتين، ظهر الانتقال لدى 17% و27% من المرضى في وقت التشخيص الأولي لمرضهم. في حين أن معظم الأفراد يعانون من ظهور كتلة غير مؤلمة، يبلغ نحو 33% عن وجود كتلة مؤلمة ومتضخمة. قد يلاحظ المصاب الورم وقد يشكو من كونه مؤلمًا قبل أشهر أو سنوات من اكتشافه. غالبًا ما تظهر الأورام التي تتطور في الرأس أو البطن أو غيرها من المواقع محدودة المساحة بأعراض وعلامات تتعلق بالتأثيرات الانضغاطية للورم. فمثلًا، ظهر الألم لدى 5 من أصل 5 مرضى شُخصت إصابتهم بأورام الساركومة الليفية الظهارانية المصلبة في الفقرات الشوكية، وعانوا منه مدة 3 إلى 6 أشهر قبل التشخيص، وظهر لدى 2 من أصل 2 من مرضى الساركومة الليفية الظهارانية المصلبة الموجودة في الأرداف عرق نسا مؤلم للغاية. اختلف حجم أورام الساركومة الليفية الظهارانية المصلبة المدروسة من 1 إلى 25 سم قطرًا (متوسط القطر 8.3 سم). وفي دراسة صغيرة، نكس الورام عند جميع الأفراد الذين عولجوا بالاستئصال الجراحي وذلك في مواقع الاستئصال الجراحي، وظهر ورم انتقالي عند 91% (67% في الرئة و 50% في العظام و حالة واحدة في الكبد وحالة في الدماغ وحالة في البطن).